# Irene Felizardo

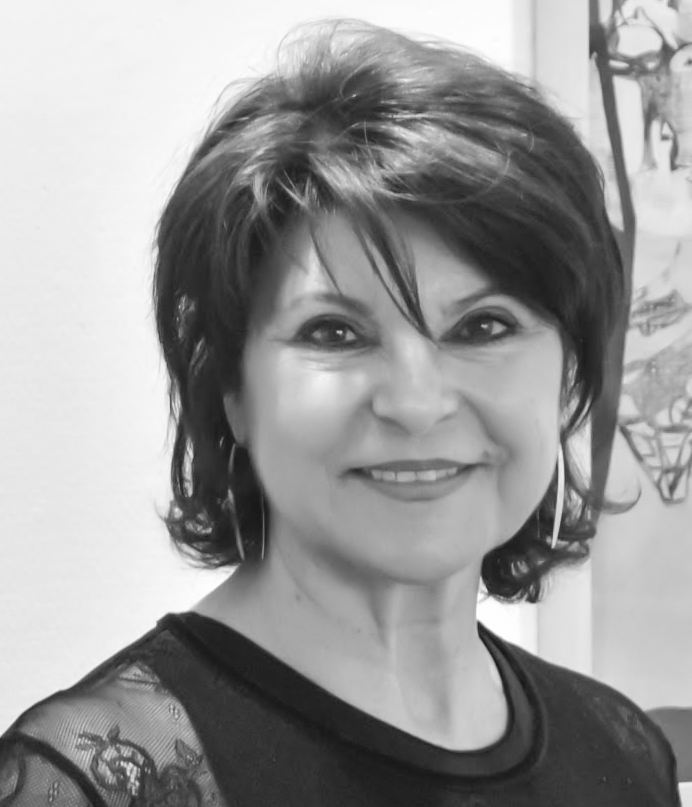
Irene Felizardo

Irene Felizardo é uma artista plástica e pintora portuguesa nascida em Albergaria dos Doze, Leiria, em 1957.

## Biografia
Filha de imigrantes portugueses, Irene Felizardo vive parte da sua vida em França, onde se forma em contabilidade. Regressa a Portugal em 1978. Reside atualmente em Lisboa, onde trabalha a tempo inteiro no seu atelier.
A paixão de Irene pela pintura despertou em 2005, quando iniciou um percurso de aprendizagem com outros artistas conceituados de foro e desenvolvimento artístico, aprimorando as suas técnicas e explorando diferentes formas de expressão.
Desde 2010 partilha a sua visão artística com o mundo, tendo realizado diversas exposições de pintura, individuais e coletivas, tanto a nível nacional como internacional.
Ao longo dos anos, as suas obras têm sido reconhecidas e celebradas em várias publicações, com contribuições em capas de livros  bem como através de um conjunto de prémios e distinções. As suas obras encontram-se em coleções privadas e públicas, não apenas em Portugal, mas também em países como Espanha, França, Itália, Suíça, Angola, entre outros.
Ao longo da sua carreira artística tem colaborado com várias instituições sem fins lucrativos como a Associação Internacional dos Lusodescendentes (AILD)  e a Associação REALCES. 
O seu trabalho tem recebido reconhecimento e admiração pela sua originalidade, criatividade e qualidade técnica conforme a atribuição em 2024, do Prémio Internacional (1º ediç.) “Art Global Arte & Cultura” na Câmara dos Deputados em Roma, fazendo a sua obra parte do lançamento do livro “Protagonisti Del Tempo D ́Arte”.
A sua arte tem o poder de cativar e envolver os espectadores, destacando-se a sua capacidade de transmitir emoções e contar histórias, provocando reflexões sobre temas relevantes da sociedade contemporânea.

## Formação e Fases Artísticas
Começa por expressar-se através da Pintura figurativa no início da sua carreira, evoluindo gradualmente para o Expressionismo abstrato cruzando a fronteira com o Surrealismo abstrato, dentro da arte contemporânea.
Em 2005, inscreve-se no Centro de Formação Artística (NEXTART), em Lisboa, começando a adquirir bases técnicas no realismo sob a alçada de Martinho Costa, Letícia Barreto e Ricardo Leite – retrato.
Em 2008 começa a abrir portas para o abstrato, guiada por Rui Tavares e começa a descobrir uma outra forma de expressar a sua arte.
Em 2019 decide aprofundar o já adquirido conhecimento de forma mais direcionada, inscrevendo-se no  Centro de Arte & Comunicação Visual - Ar.Co, aprendendo com nomes como Francisca Carvalho, Marcelo Costa, Pedro Calhau e Francisco Tropa, entre outros. Durante a sua frequência na Ar.Co abandona a fase abstrata e inicia a fase de transição para o Surrealismo abstrato.
Concluí o Plano de Estudos Completo em Artes Visuais constituído por pintura, gravura, desenho, cerâmica e História de Arte, entre outros.

## Prémios e Distinções - Seleção
- 2024 – Prémio Internacional (1º ediç.) de “Art Global Arte & Cultura”, Roma [6][5]

- 2023 – Mérito Artístico - Art Global Community, Itália [7] [8]

- 2018 – Menção Honrosa, XVIII Concurso de Pintura Criarte, Santa Maria Maior, Funchal [9] [10]

- 2018 – Menção Honrosa no Prémio Infante D. Luís às Artes, Salvaterra de Magos [11]

- 2018 – Menção Honrosa no Concurso de pintura MertolArte, Mértola [12]

- 2016 – 3.º Prémio no Concurso de Pintura e Desenho Padre João Maia, Vila de Rei [13]

## Exposições Individuais (Seleção)
- Complexo Cultural da Levada de Tomar – Tomar, 2024 [14]

- Galeria Beltrão Coelho – Lisboa, 2023 [15] [16] [17]

- Casa Cultura Jaime Lobo e Silva – Ericeira, 2022 [18] [19]

- Centro de Multimeios de Espinho – Espinho, 2019 [20]

- Falcoaria Portuguesa – Salvaterra de Magos, 2019 [21]

- Câmara Municipal de Lisboa – 2017 [1]

## Exposições Coletivas (Seleção)
- Emoções, Câmara Municipal de Torres Vedras – Torres Vedras, 2024 [22] [23] [24] [25]

- Estórias e Memórias, Galeria do Casino do Estoril – Estoril, 2024 [26] [27]

- BIEALE, 1ª Bienal Internacional do Alentejo – Estremoz, Alentejo, 2023 [28]

- Territórios Culturais, Biblioteca Municipal Raul Brandão e Camões – Centro Cultural Português em Luanda  – Guimarães e Angola, 2023 [29]

- Terras e Raízes, Galeria Municipal de Corroios – Seixal, 2022 [30] [31]

- Museu Municipal de Arte Moderna Abel Manta – Gouveia, 2019 [32] [33]